# For Ireland's Sake
Pour plus de détails, voir Fiche technique et Distribution.
For Ireland's Sake est un film américain réalisé par Sidney Olcott, sorti en 1913.
Tourné en Irlande, le film a pour principaux interprètes le réalisateur lui-même, Jack J. Clark et Gene Gauntier.

## Fiche technique
- Titre : For Ireland's Sake
- Réalisation : Sidney Olcott
- Scénario : Gene Gauntier
- Photographie :
- Décors :
- Société de production : Gene Gauntier Feature Players
- Société de distribution : Warner's Feature
- Métrage : 3 000 pieds
- Date de sortie : 1913

## Distribution
- Gene Gauntier : Eileen Donaghue
- Jack J. Clark : Marty O’Sullivan
- Sidney Olcott : Père Flannigan
- Mme Norina : Mme Bridget Donaghue

## À noter
- Le film a été tourné en Irlande, à Beaufort, comté de Kerry durant l'été 1913
- For Ireland's Sake est le premier film d'une série de trois produits en Irlande par Gene Gauntier Feature Players, réalisés par Sidney Olcott
- Des copies sont conservées à la George Eastman House à Rochester, Co New York et à la Pacific Film Archive à Berkeley, Co Californie.